# Geber
Geber (perz. جابر بن حيان; Džābir ibn Hayyān‎) (Tus, 721. – Kufa, 815.), perzijski liječnik, sufijski filozof i alkemičar. Smatra se jednim od najpoznatijih perzijskih alkemičara. Bavio se još i astronomijom, astrologijom, matematikom, glazbom i magijom.

## Životopis
Abu Musa Džabir ibn Hajan al-Báriqi al-Azdi al-Kufi al-Sufi ili latinizirano Geber je do danas zagonetna osoba, jer povjesničari još uvijek nisu postigli konsenzus oko pitanja je li je uopće postojao ili se zapravo radi o legendarnoj osobi., a prepirke se vode i na temelju njegovog etničkog podrijetla s ozbirom da je pisao i na arapskom jeziku.
Njegovu biografiju napisao je Ibn al-Nadim, oko 170 godina poslije pretpostavljene Geberove smrti. Prema njegovu kazivanju, Geber je napisao mnogo važnih knjiga, čak oko tristo naslova, no povjesničari vjeruju da nijedna od knjiga potpisanih njegovim imenom nije njegova, stoga autorstvo nad tim djelima pripisuju Pseudo-Geberu.
Rukovodeći se obrascima koje tvore i prožimaju navodno Geberova djela, dolazi se do spoznaje kako su te tekstove napisali pripadnici šijitskog ogranka ismailita.
Primjetno je da se na nekoliko mjesta u knjigama Geberova korpusa promiče nauk o imamu, što upučuje na zaključak da su ta djela nastala u trenutku kada je taj nauk bio politički aktualan. Povodeći se time, J. Ruska je 1930. zaključio da je "cijeli sustav Geberovih spisa... ismailitskog podrijetla".

## Doprinos alkemiji
Svojim je djelom Jabir postavio temelje cjelokupnoj kasnijoj islamskoj alkemiji. Prvi je u alkemiju uveo životinjske i biljne supstance, u islamski svijet je uveo i pitagorejski princip brojeva, a tvrdio je i da se neplemenite kovine mogu pretvoriti u plemenite, što je bio modus operandi kasnijih alkemičara.
Upravo se u njegovim djelima sačuvao najraniji poznati tekst Smaragdne ploče.

## Geberova djela

### Geberov korpus
Radi se o knjigama i raspravama koje nose Geberovo ime, a navodi se više od tisuću naslova o magiji, teurgiji, medicini i teologiji.
Izdvajaju se četiri zbirke knjiga koje su napisane od kraja 9. do sredine 10. stoljeća:
- Sto dvanaest knjiga - radi se o zbirci od 112 rasprava, od kojih je danas pronađeno tek 28. U knjigama se opisuju alkemijski postupci, pretežito suha destilacija organskih tvari, kojoj je cilj bio rastaviti tvari na počela prema Aristotelovom principu.[6]
- Sedamdeset knjiga - zbirka knjiga o alkemiji i medicini, koja se pojavila na Zapadu u 12. stoljeću, u latinskom prijevodu pod naslovom Liber de septuaginta, ali s nepotpunim tektom. Tek je 1926. godine među novootkrivenim rukopisima u Kairu i Carigradu, pronađen cjelovit rukopis. U ovoj zbirci nalazi se medicinsko djelo "Knjiga otrova" (Kitab al-sumum).
- Knjiga ispravljanja - je zbirka od deset knjiga napisanih radi ispravaka i dopune nauka navodnih alkemičara, poput, Pitagore, Sokrata, Aristotela im Demokrita.
- Knjiga Vaga - je naslov zbirke od 144 rasprave napisane početkom 10. stoljeća, koja govori o filozofskom balansu između materijalnog i duhovnog svijeta.

### Pseudo-Geberov korpus
Unutar ove zbirke nalaze se latinski radovi atributirani Geberu, kojima nije otkriven arapski izvornik. Iako su ovi radovi nastali pod utjecajem arapskih naučenjaka, zapravo su nastali u Europi u 14. stoljeću, napisani na latinskom jeziku:
- "Zbroj savršenstva magisterija" (Summa perfectionis magisterii)
- Liber fornacum
- "O istraživanju savršenosti" (De investigatione perfectionis)
- "O otkrivanju istine" (De inventione veritatis)
- "Geberova oporuka" (Testamentum gerberi)